# Olympias Papagou
Košarkaški klub iz grada Papagoua u Grčkoj.
Jedan je od dvaju klubova iz Papagua.
Član je ESKA-e i trenutačno (studeni 2006.) sudjeluje u prvenstvu B'ESKA.

## Klupski uspjesi
- grčko prvenstvo: 
  - prvaci:
  - doprvaci:
- grčki kup: 
  - osvajači:
  - sudionici završnice:

## Vanjske poveznice
- Službene stranice